# Агаев, Балабей Азер оглы
Балабей Азер оглы Агаев (азерб. Balabəy Azər oğlu Ağayev; род. 30 сентября 1998) — азербайджанский дзюдоист, серебряный призёр чемпионата Европы 2024 года, член сборной Азербайджана по дзюдо, участник Олимпийских игры 2024 года, серебряный призёр чемпионата мира среди юниоров (2018), четырёхкратный победитель турнира Большого шлема (2021, 2022, 2023, 2025), победитель V Игр исламской солидарности, чемпион Азербайджана (2021). Личный тренер — Шумшад Бахрамов.

## Биография
Балабай Агаев родился 30 сентября 1998 года.
В октябре 2018 года завоевал серебряную медаль на юниорском чемпионате мира в Нассау. В этом же году выиграл Кубок Европы среди юношей до 21 года в Линьяно. В октябре 2021 года в Париже завоевал золотую медаль турнира «Большого шлема». В декабре 2021 года, представляя спортивный клуб «Нефтчи», выиграл чемпионат Азербайджана.
В январе 2022 года завоевал серебро на Гран-при Португалии в Алмаде. В апреле 2022 года занял 5-е место на чемпионате Европы в Софии, уступив в схватке за бронзу Йорре Ферстрэтену из Бельгии. Летом этого же года на Играх исламской солидарности в Конье взял золото в весовой категории до 60 кг и в командном турнире. В октябре 2022 года завоевал бронзу на турнире «Большого шлема» в Абу-Даби, в ноябре — золотую медаль на турнире «Большого шлема» в Баку. В декабре же этого года выиграл бронзовую медаль на турнире Judo World Masters в Иерусалиме
В феврале 2023 года Агаев вновь выиграл золото на турнире «Большого шлема» в Париже. В ноябре этого года на чемпионате Европы в Монпелье Агаев в первой же своей схватке уступил Андреа Карлино из Италии. В 2024 году взял бронзу на турнирах Большого шлема в Баку и Тбилиси.
К марту 2024 года занимал 7-ю позицию в мировом рейтинге.
В апреле 2024 года Агаев выиграл серебро на чемпионате Европы в Загребе, уступив в финале действующему чемпиону мира Франсиско Гарригосу из Испании.
В июле 2024 года на Олимпийских играх в Париже Агаев в 1/8 финала уступил Ким Вонджину из Южной Кореи.
29 ноября 2024 года завоевал бронзовую медаль чемпионата Азербайджана по дзюдо.
В мае 2025 года выиграл турнир Большого шлема в Душанбе, одолев в финале местного спортсмена Мехржода Суфиева.